# Sir Duncan Rice Library
Die Sir Duncan Rice Library ist die zentrale Universitätsbibliothek der University of Aberdeen.
Das Gebäude wurde entworfen von Schmidt Hammer Lassen Architects und 2011 fertiggestellt. Er ist benannt nach Duncan Rice (1942–2022), einem früheren Rektor der Universität. Das würfelförmige Gebäude ist vom gesamten Campus und einem Großteild der Stadt aus deutlich sichtbar. Es ist ein siebenstöckiger Turm, der in zebra-artig verlegte weiße und klare Glasscheiben gekleidet ist, und eine Nutzfläche von 15.500 Quadratmetern hat. Darin sind mehrere der historischen Sammlungen der Universität untergebracht, einschließlich mehr als eine Viertelmillion antiquarische Bücher und Manuskripte, die in den fünf Jahrhunderten seit der Gründung der Universität gesammelt wurden. Außerdem gibt es öffentlich zugängliche Ausstellungsräume. Die Bibliothek ersetzte die kleinere Queen Mother Library als zentrale Universitätsbibliothek.

## Geschichte
Die Queen Mother Library war ab 1965 die zentrale Universitätsbibliothek. 2005 führte die Universitätsverwaltung einen begrenzten internationalen Designwettbewerb für eine neue Bibliothek durch, den das dänische Architekturbüro Schmidt Hammer Lassen Architects gewonnen hat. Das Projekt war finanziell das größte Projekt, das die Universität je gestemmt hat. Die Pläne wurden 2007 der Öffentlichkeit vorgestellt.
Der Bau des neuen Bibliotheksgebäudes begann im August 2009. Caithness Stone Industries erhielt den Auftrag für die Lieferung der für den Bau notwendigen Steine. Das Richtfest wurde im Oktober 2010 gefeiert. Im September 2011 wurden die Bauarbeiten abgeschlossen. Zu diesem Zeitpunkt wurde das Gebäude Aberdeen University New Library genannt. Am 21. September 2012 wurde der Gebäudename geändert zu Ehren von Duncan Rice, der 1990–2006 Rektor der Universität war und in dessen Amtszeit das Projekt konzipiert und finanziert wurde. Die Bibliothek wurde am 24. September 2012 offiziell durch die Queen eröffnet. Im ersten Jahr hatte die Bibliothek 700.000 Besucher.

## Design

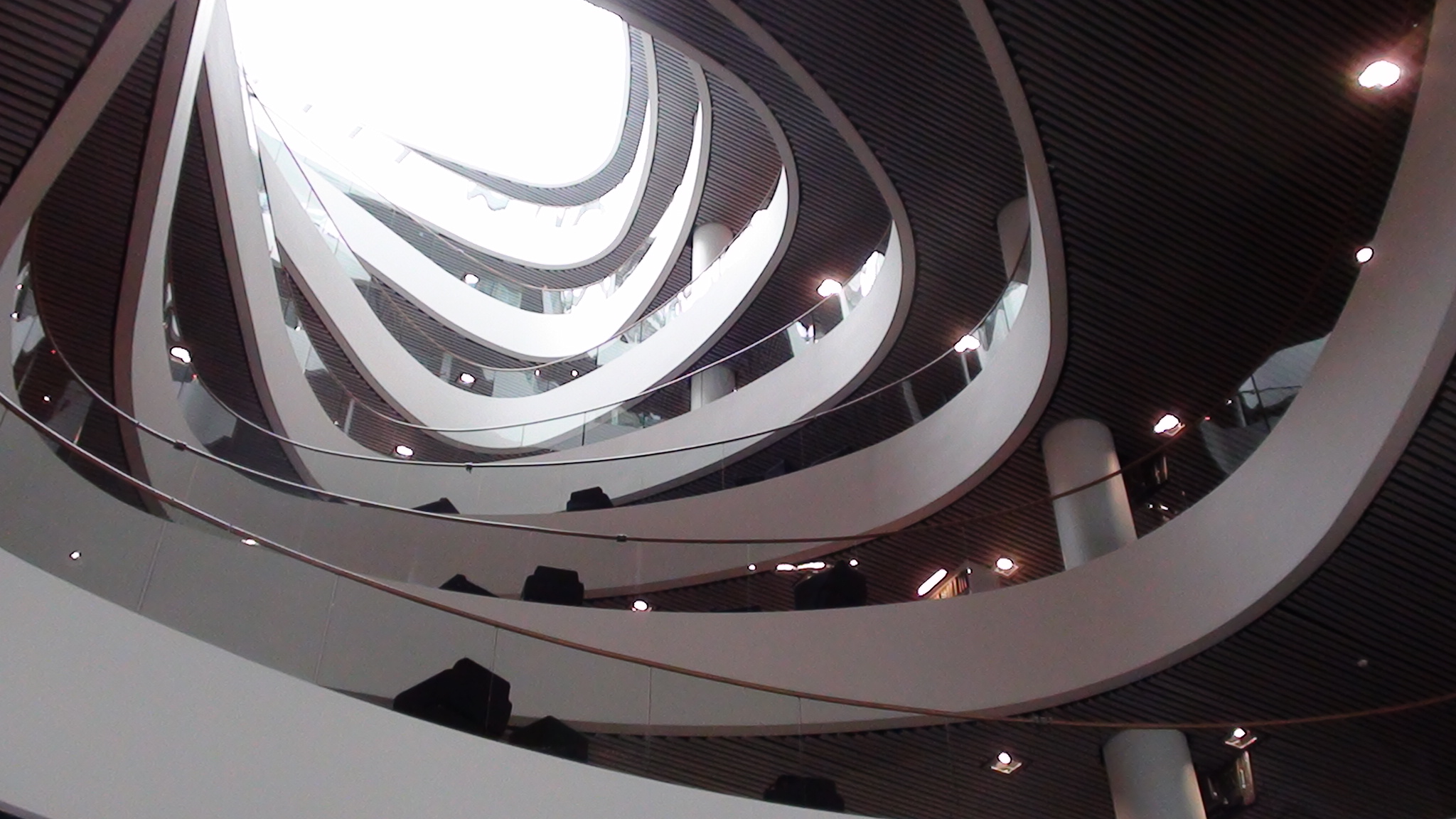
Atrium der Sir Duncan Rice Library auf dem Kampus des King’s College

Das Gebäude sitzt auf einer Basis schottischer Steine. Das Erdgeschoss hat eine doppelte Geschosshöhe; darüber sitzen sieben weitere Stockwerke. Das Gebäude ist eingehüllt durch Glasscheiben, die zebra-artig weiß und klar abwechseln. Im Inneren befindet sich ein zentral angeordnetes Atrium. Dieses kontrastiert zum geometrischen Äußeren des Bauwerks, sondern ist organischer Form, deren Lage sich über die verschiedenen Stockwerke hinweg verschiebt.
Über die Stockwerke oberhalb des Erdgeschosses sind 1200 Leseplätze verteilt, 13.000 laufende Regalmeter können insgesamt 400.000 Bücher aufnehmen. Das Bauwerk ist als “Excellent” BREEAM-zertifiziert. Zu den Merkmalen des Baus, die zu dieser Bewertung beigetragen haben, gehören ein System zur Verwendung von Regenwasser zum Spülen der Toiletten, Photovoltaikzellen auf den Dächern und programmierte Timer, um die Verwendung der Beleuchtung zu steuern.
Außerhalb der Bibliothek befindet sich Kunst im öffentlichen Raum: Evolutionary Loop 517 ist eine 6,25 m hohe Bronzeskulptur von Nasser Azam, die am 27. Mai 2012 enthüllt wurde.
Andere Bibliotheken der Universität befinden sich im Taylor Building (für juristische Bücher und Materialien) und in Foresterhill (für Medizin und medizinische Wissenschaften). Die Bibliotheken der Universität umfassen insgesamt über eine Million Bände.

## Auszeichnungen

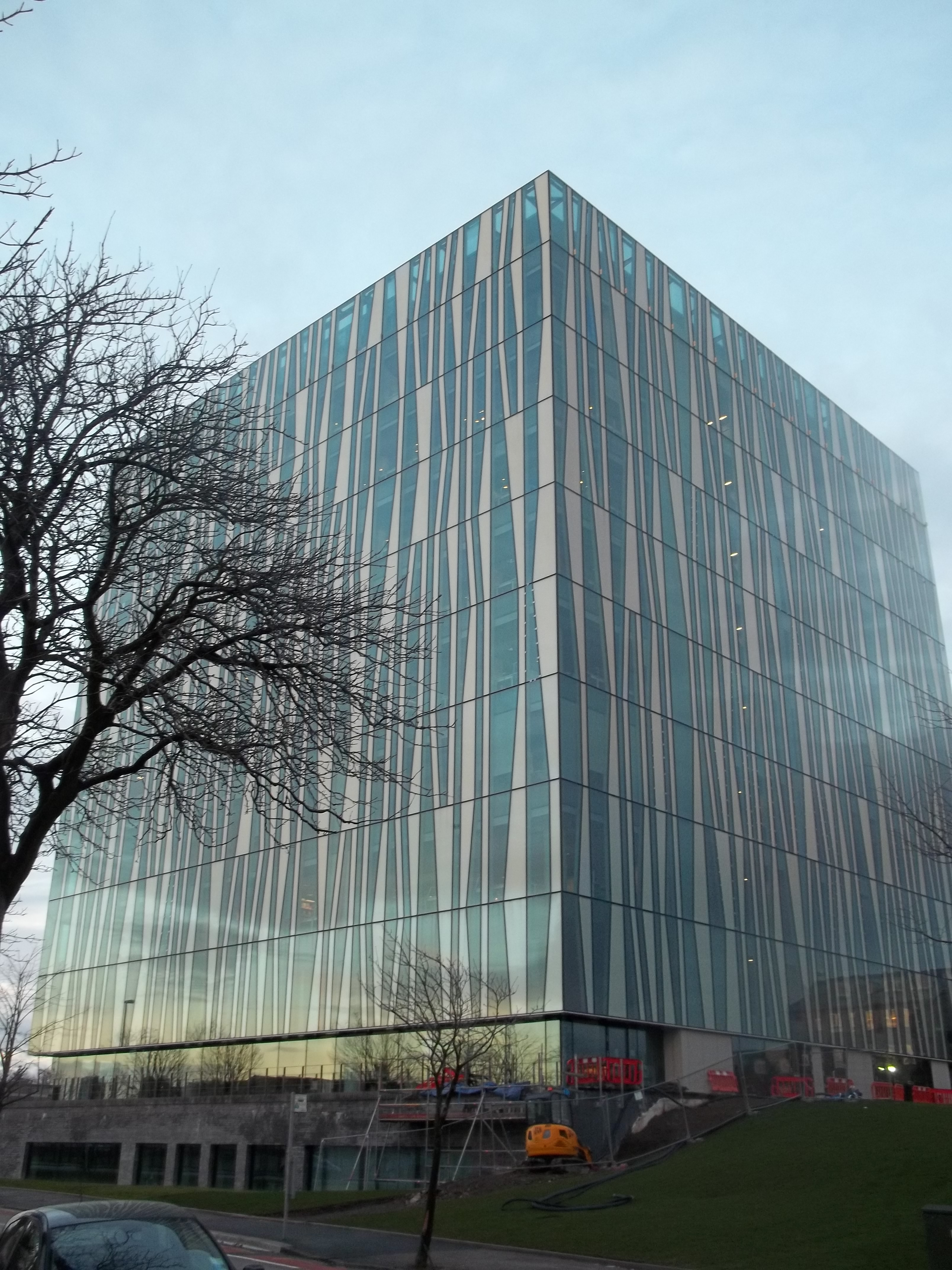
Ansicht auf zwei Seiten der Bibliothek, Ende 2012

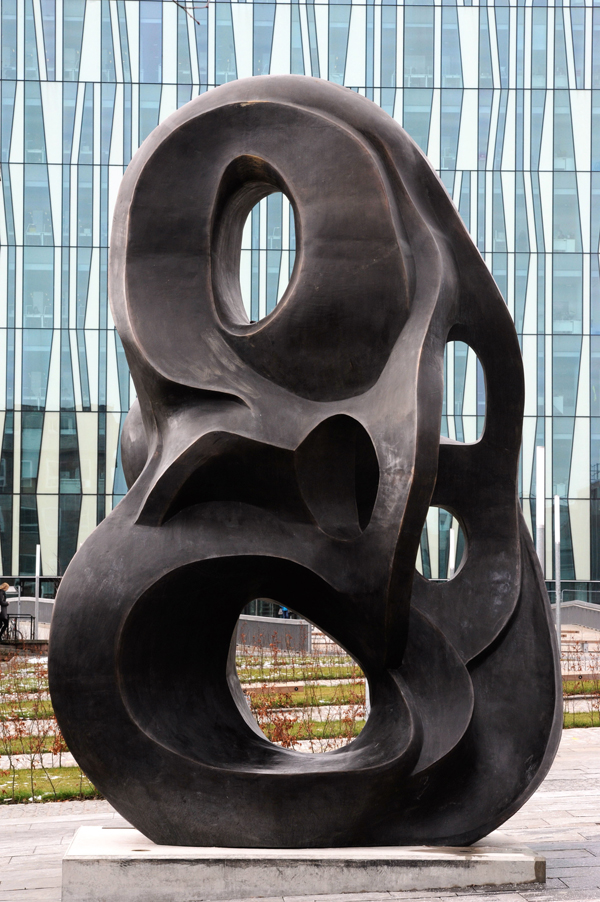
Evolutionary Loop 517 von Nasser Azam, mit der Bibliothek im Hintergrund

Im Jahr 2012 wurde das Bauwerk mit dem Aberdeen Civic Society Award ausgezeichnet. 2013 erhielt es einen RIAS-Award; außerdem wurde es 2013 für den RIAS Andrew Doolan Best Building in Scotland Award nominiert. Es erhielt 2013 den National Award des Royal Institute of British Architects.